# Parametri di Maastricht
I parametri di Maastricht o criteri di convergenza sono i requisiti economici e finanziari che gli Stati dell'Unione europea devono soddisfare per l'ingresso nell'Unione economica e monetaria dell'Unione europea (UEM). Tali parametri sono esposti all'articolo 121, paragrafo 1 del Trattato di Roma che istituisce la Comunità europea (TCE), come modificato dal Trattato di Maastricht; essi riguardano la stabilità dei prezzi, la situazione delle finanze pubbliche in termini di disavanzo pubblico, il tasso di cambio, i tassi di interesse a lungo termine.

## I singoli parametri
A) La stabilità dei prezzi. Il trattato prevede che "Il raggiungimento di un alto grado di stabilità dei prezzi […] risulterà da un tasso d'inflazione prossimo a quello dei tre Stati membri, al massimo, che hanno conseguito i migliori risultati in termini di stabilità dei prezzi".
In concreto, il tasso d'inflazione di un dato Stato membro non deve superare di oltre l'1,5% quello dei tre Stati membri che avranno conseguito i migliori risultati in materia di stabilità dei prezzi nell'anno che precede l'esame della situazione dello Stato membro.
B) La situazione della finanza pubblica. Il trattato stabilisce che: "La sostenibilità della situazione della finanza pubblica […] risulterà dal conseguimento di una situazione di bilancio pubblico non caratterizzata da un disavanzo eccessivo […]".
In pratica, al momento dell'elaborazione della sua raccomandazione annuale al Consiglio dei ministri delle finanze (Ecofin), la Commissione esamina se la disciplina di bilancio sia stata rispettata in base ai due seguenti parametri:
- il disavanzo pubblico annuale: il rapporto tra il disavanzo pubblico annuale e il PIL[1] non deve superare il 3% alla fine dell'ultimo esercizio finanziario concluso. In caso contrario, tale rapporto deve essere diminuito in modo sostanziale e costante e aver raggiunto un livello prossimo al 3% (interpretazione tendenziale a norma dell'articolo 104, paragrafo 2) o, in alternativa, il superamento del valore di riferimento deve essere solo eccezionale e temporaneo e il rapporto deve restare vicino al valore di riferimento;
- il debito pubblico: il rapporto tra il debito pubblico lordo e il PIL non deve superare il 60 % alla fine dell'ultimo esercizio di bilancio concluso. In caso contrario, tale rapporto deve essersi ridotto in misura sufficiente e deve avvicinarsi al valore di riferimento con ritmo adeguato (interpretazione tendenziale a norma dell'articolo 104, paragrafo 2).

C) Il tasso di cambio. Il trattato prevede "il rispetto dei margini normali di fluttuazione previsti dal meccanismo di cambio del Sistema monetario europeo per almeno due anni, senza svalutazione nei confronti della moneta di qualsiasi altro Stato membro".
Lo Stato membro deve aver partecipato al meccanismo di cambio del Sistema monetario europeo senza soluzione di continuità nel corso dei due anni precedenti l'esame della sua situazione, senza peraltro essere stato soggetto a gravi tensioni.
Inoltre, lo Stato membro non deve aver svalutato la moneta nazionale (ovvero il tasso centrale bilaterale della propria valuta in rapporto a quella di un altro Stato membro) di propria iniziativa nel corso del suddetto periodo. Dopo il passaggio alla terza fase dell'Unione economica e monetaria (UEM), il sistema monetario europeo è stato sostituito da un nuovo meccanismo di cambio (ERM II), che, peraltro, vale solo per gli Stati membri non ancora ammessi ad adottare l'euro.
D) I tassi di interesse a lungo termine. Il trattato prevede che "i livelli dei tassi di interesse a lungo termine […] riflettano la stabilità della convergenza raggiunta dallo Stato membro".
In pratica, i tassi di interesse nominali a lungo termine non devono superare di più del 2% quelli dei tre Stati membri, al massimo, che avranno conseguito i migliori risultati in termini di stabilità dei prezzi (si tratta di fatto dei medesimi presi in considerazione per il parametro della stabilità dei prezzi). Il periodo da considerare è l'anno precedente l'esame della situazione nello Stato membro in questione.

## Condizioni per l'introduzione dell'euro
Ciascuno Stato membro deve rispettare l'insieme di questi parametri per poter partecipare alla terza fase dell'UEM. Essi sono stati specificati nel Protocollo sui criteri di convergenza di cui all'articolo 121 del TCE, e riflettono il grado di convergenza economica che gli Stati membri devono raggiungere per poter introdurre l'euro.